# Mine Safety Appliances
Mine Safety Appliances (NYSE: MSA) es una empresa fabricante de elementos de protección personal y seguridad industrial localizada en el suburbio de Blawnox, próximo a Pittsburgh, Pensilvania. La compañía fue fundada por John Ryan y George Deike a principios del siglo XX, con el objetivo de proteger de riesgos laborales a los trabajadores mineros. Un producto especialmente relevante en la historia de MSA es la lámpara minera, desarrollo que los fundadores solicitaron al conocido inventor Thomas Alva Edison. Edison catalogó a la lámpara minera como su invento "más humanitario".[cita requerida]
En la actualidad, los productos de la compañía están orientados a todos los segmentos de la industria (gas y petróleo, construcciones, metalúrgica, alimentos, defensa, militar, etc.).

## Ámbito internacional
La compañía opera, a nivel internacional, con una creciente cantidad de subsidiarias propias en las principales capitales del mundo, y con distribuidores autorizados, en más de 100 países.[cita requerida]
En Sudamérica, MSA tiene operaciones directas (con subsidiarias) en Perú, Brasil, Colombia, Chile y Argentina.